# Karpina
Karpina je slovenská hudební skupina. Vznikla v roce 1989 z bývalých členů skupin Zóna A a Mladé rozlety, svůj první koncert odehrála o dva roky později, jako předkapela punk-rockové skupiny Zóna A. Skupina se několikrát prezentovala politicky zaměřenými skladbami, což v roce 1993 vedlo k cenzuře ve vysílání hudebního programu veřejnoprávní televize. Mimo jiné tvoří parodie na známé písničky (Prievidza, Doktor Fico, Flintstoneovi). Pozornost si vysloužily více texty písniček, ale zejména kontroverzní titulkou alba  Prievidza. Zpěvák a frontman Ľudovít "Elvis" Gálka odchází z osobních důvodů v roce 2010 a zpěvu se ujímá kytarista Peter Deák.
Mají na kontě dvě řadová alba "Prievidza" z roku 2006 a "3ptych.sk" z roku 2009.